# Ocupação espanhola da República Dominicana
A ocupação espanhola da República Dominicana tem inicio em 1861 quando o general Pedro Santana solicita a Rainha Isabel II de Espanha para reassumir o controle da República Dominicana, após um período de apenas 17 anos de independência. A Espanha, que não havia chegado a um acordo sobre a perda de suas colônias americanas 40 anos antes, aceitou sua proposta e fez do país uma colônia novamente.

## Resistência

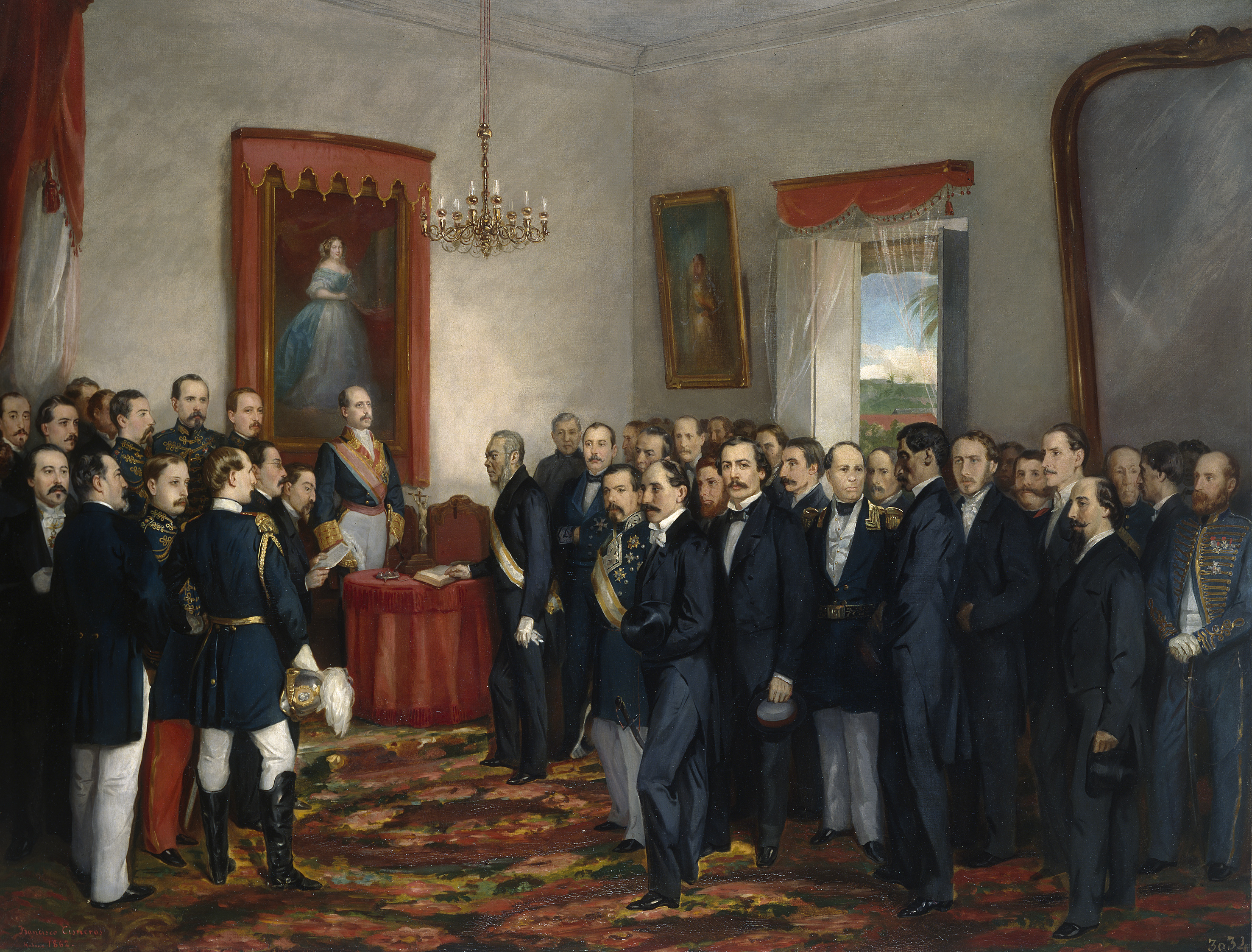
Santana torna-se governador-geral.

Em 4 de julho de 1861, o ex-presidente Francisco del Rosario Sanchez foi capturado e executado após liderar uma invasão fracassada de São Domingos do Haiti. Em 16 de agosto de 1863, 14 anti-anexacionistas liderados por Santiago Rodriguez Masago fizeram uma incursão ousada no Monte Capotillo, onde ergueram a bandeira dominicana. Com exceção de São Domingos e algumas das cidades vizinhas, o país inteiro se levantou e várias cidades de Cibao se juntaram à rebelião. Logo, 6.000 insurgentes dominicanos se uniram ao exército de Gaspar Polanco, que cercou o Forte San Luis e sua guarnição espanhola de 800 homens e o capturou em 13 de setembro. Uma fragata a vapor foi para o apoio de tropas espanholas escondidas no forte de Puerto Plata e dirigiu fora dos rebeldes, atirando tiro de uva. O auto-presidente José Antonio Salcedo fez lobby sem sucesso pela ajuda dos Estados Unidos na guerra, mas os guerrilheiros mataram um total de 1.000 espanhóis em março de 1864, enquanto outros 9.000 haviam morrido de febre. A guarnição espanhola de 21.000 soldados recebeu 6.000 reforços, e José de la Gandara e Navarro foi nomeado o novo comandante espanhol.
La Gandara tentou intermediar um cessar-fogo com os rebeldes, mas Gaspar Polanco derrubou e assassinou Salcedo, que havia cometido erros militares dispendiosos e pretendia recuperar o impopular Buenaventura Baez para servir como presidente mais uma vez. Depois de um ataque fracassado aos espanhóis em Monte Cristi, Polanco foi deposto por seu próprio irmão Juan Antonio Polanco, Pedro Antonio Pimentel e Benito Moncion, que nomeou Benigno Filomeno de Rojas como o novo presidente em janeiro de 1865. Até então, a Guerra civil americana estava quase no fim, assustando a Espanha. A rainha Isabel II da Espanha anulou a anexação em 3 de março de 1865 e, em 15 de julho, não havia tropas espanholas na ilha.

## Governadores

### 1861-1865
- 1861-1862 - Pedro Santana
- 1862-1863 - Felipe Ribero y Lemoine
- 1863-1864 - Carlos de Vargas
- 1864-1865 - José de la Gándara